# Espace à base dénombrable
En mathématiques, plus précisément en topologie, un espace est dit à base dénombrable si sa topologie admet une base dénombrable. La plupart des espaces usuels de l'analyse et beaucoup d'espaces en analyse fonctionnelle sont à base dénombrable.

## Propriétés
- Tout espace à base dénombrable est à la fois séparable, à bases dénombrables de voisinages et de Lindelöf[1] (en particulier, pour un espace à base dénombrable, les trois propriétés quasi-compact/dénombrablement compact/séquentiellement compact sont équivalentes).
- La réciproque est fausse : il existe même des espaces compacts[2] séparables et à base dénombrable de voisinages qui ne sont pas à base dénombrable, comme l'espace de Helly (en)[3]. Cependant :
  - pour un espace pseudométrisable (par exemple : un groupe topologique à bases dénombrables de voisinages) les trois propriétés Lindelöf/séparable/à base dénombrable sont équivalentes (cette équivalence ne s'étend pas à tous les espaces uniformisables à bases dénombrables de voisinages : voir Droite de Sorgenfrey) ;
  - en particulier, tout espace métrique compact est à base dénombrable. Inversement, un théorème d'Urysohn affirme que tout espace régulier[2] (en particulier tout espace localement compact[2]) à base dénombrable est métrisable.
- La propriété d'être à base dénombrable est clairement préservée par sous-espace et par image par une application ouverte continue, mais pas par quotients (par exemple : le bouquet de cercles ℝ/ℤ n'est même pas à base dénombrable de voisinages).
- Un produit d'espaces est à base dénombrable si et seulement si tous les facteurs le sont et si tous sont grossiers sauf un ensemble au plus dénombrable d'entre eux[4].
- La topologie d'un espace à base dénombrable a au plus la puissance du continu.
- Tout espace métrisable à base dénombrable totalement discontinu est homéomorphe à un sous-espace de l'espace de Cantor.
- Théorème de Radó : toute surface de Riemann connexe est à base dénombrable.